# Dídac Masana i Majó
Dídac Masana i Majó (Barcelona, 6 d'octubre de 1868 - Rosario, 20 de març de 1939) va ser un escultor català dins el corrent artístic del Modernisme.
Va estudiar a l'Escola de Belles Arts de Barcelona.
El 1890 va fer la seva primera exposició, i la darrera a Catalunya és de 1910. En la seva etapa catalana va treballar per als grans arquitectes modernistes, com Lluís Domènech i Montaner, al Palau de la Música Catalana o al Castell de Santa Florentina.
En 1912 es va traslladar a Buenos Aires, la capital argentina, on va fer les escultures del frontispici i del rellotge del Banco de Castilla y Río de la Plata. En 1914 es va assentar a la ciutat de Rosario, d'on va ser nomenat professor d'escultura. A Rosario donà nom (Diego Masana) a un dels grans carrers de la ciutat.
Entre els materials que utilitzà per a les seves escultures es troben la fusta de garrofer, la de roure i el marbre de Carrara

## Obres
- Via Crucis a l'església de San Cayetano.
- Trona a l'església de San Cayetano.
- Escultures de la façana del Club Español de Rosario (Argentina), com ara la parella de Lleons que la corona.